# Estudio Lamela
Estudio Lamela es un estudio de arquitectura y urbanismo español con sede en Madrid.

## Historia
Creada en 1954 cuando Antonio Lamela (Madrid, 1926) obtiene su título de arquitecto. Actualmente la preside su hijo Carlos Lamela (Madrid, 1957), quien desde 1981 cuenta con el título de arquitecto. Desde sus inicios se convirtió en uno de los principales estudios de España, con una labor muy prolífica en los campos de la arquitectura residencial y turística. 
Su propuesta arquitectónica se caracteriza por la apuesta por planteamientos modernos y racionales con soluciones técnicamente innovadoras. Desde su fundación, y de forma continuada, ha sido considerado uno de los estudios de mayor prestigio y capacidad de España. Ha desarrollado grandes proyectos a nivel nacional e internacional en todos  los ámbitos arquitectónicos. Aunque destaca el residencial, terciario, deportivo y aeroportuario.
En las últimas décadas el Estudio ha vivido un importante proceso de internacionalización con proyectos en más de 30 países y sedes en Varsovia (2002), Ciudad de México (2006) y Doha (2013). Es miembro fundador del European Architects Network (EAN), una organización que desde 2001 está considerada la más prestigiosa unión de estudios de arquitectura de Europa.

## Obra destacada

### España
- Edificios residenciales y turísticos en Madrid (O’Donnell 33, 1958; Conjunto Castellana, 1960; Conjunto Galaxia, 1966) además de numerosas edificaciones en la isla de Mallorca y Málaga (Costa del Sol). Ejemplos: La Caleta, Torremar, Playamar, La Nogalera, Parquemar, etcétera.Estudio Lamela. Sede de Caja Badajoz

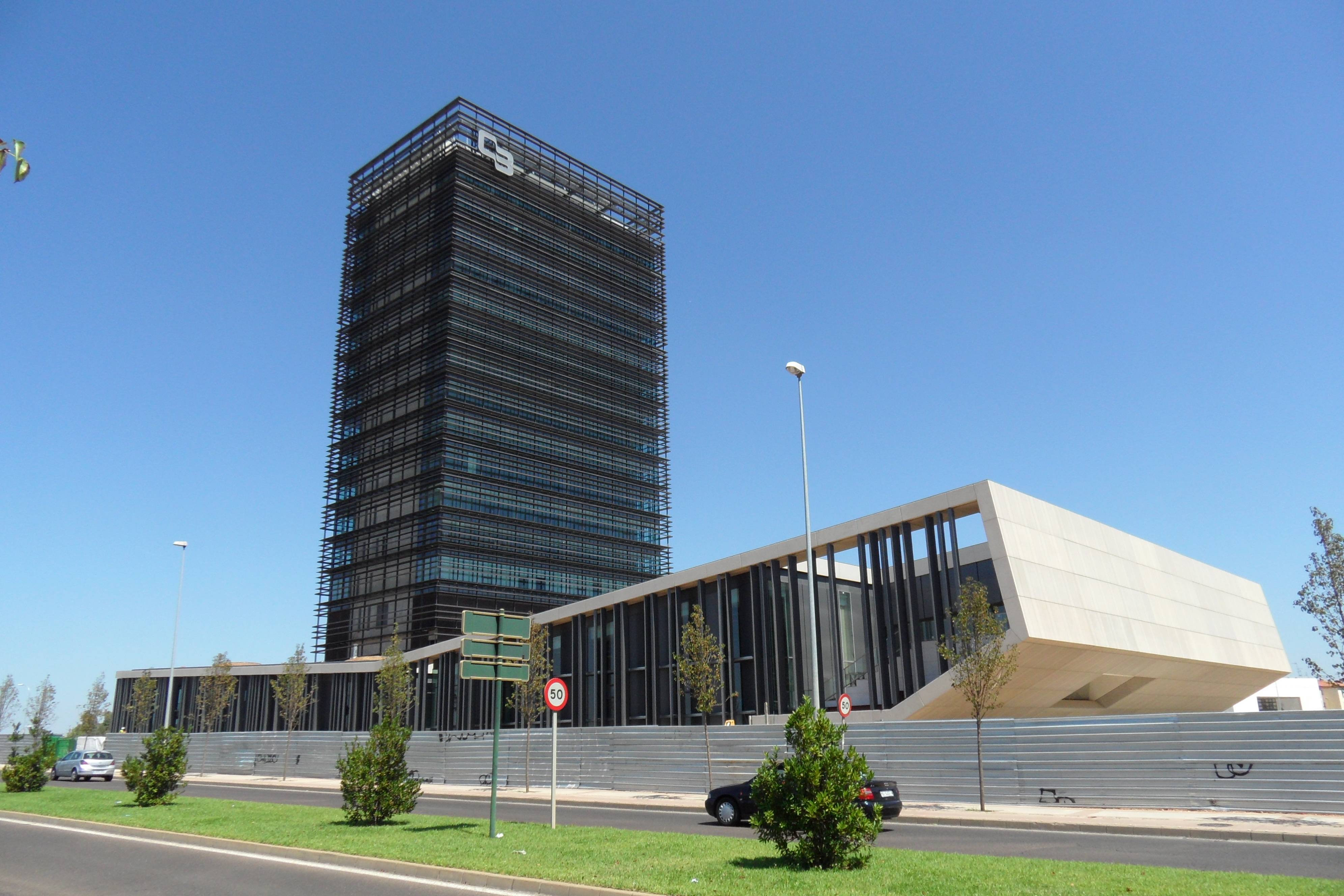
Estudio Lamela. Sede de Caja Badajoz

- Primeros hoteles modernos: Motel El Hidalgo[5] (1960); Meliá Torremolinos (1962) y Meliá Madrid (1967).
- Edificios de oficinas: En Madrid destacan el Edificio O’Donnell 34 y Torres Colón (1967-1977). Este último está considerado uno de los edificios más importantes de la arquitectura española por su novedosa construcción suspendida.[6] Todavía hoy mantiene el récord mundial en número de plantas suspendidas en estructura de hormigón armado. A su lado, otras obras emblemáticas bien pueden ser el Edificio La Pirámide (1978) y el Banco Internacional de Comercio (1979), que actualmente ha sido remodelado para la compañía GMP. Junto a estas edificaciones también destacan los Edificios Cristalia, Edificio Ebrosa, la sede de John Deere, Edificio Leitner, Imdea y Caja Badajoz.[7]
- Remodelación del Estadio Santiago Bernabéu (1988-1994). El Estudio propuso una fachada y un tercer anillo superior destinado a cobijar a 20.000 espectadores. El reto fue efectuar esta adaptación sin renunciar a que el Estadio siguiera siendo utilizado de forma regular y continuada.Estudio Lamela. Remodelación del Estadio Santiago Bernabéu

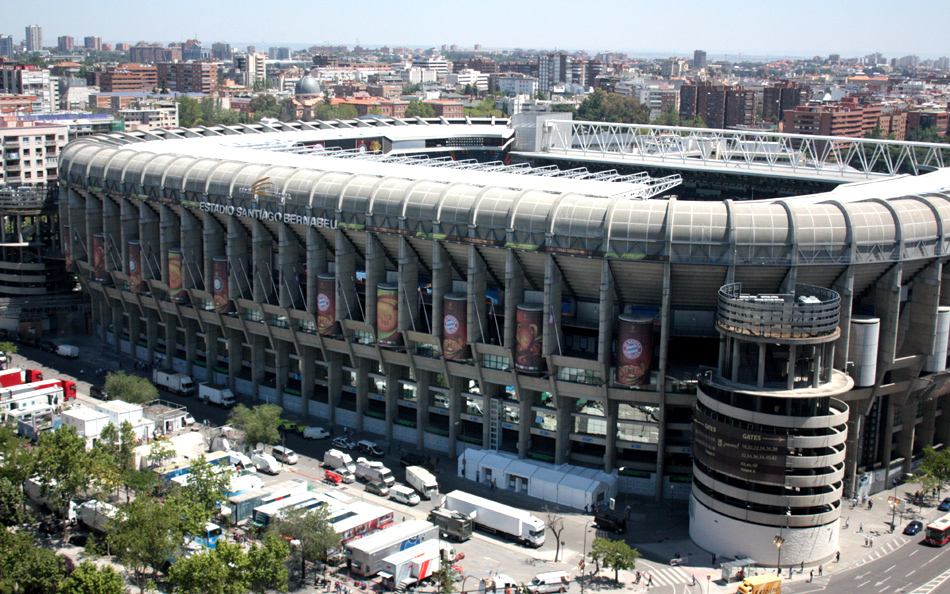
Estudio Lamela. Remodelación del Estadio Santiago Bernabéu

- Nuevo Estadio de Son Moix (1994-1996) en Mallorca con capacidad para 26 000 espectadores.
- Recintos feriales de Galicia (1991-1994).
- Nuevas Terminales T4 y T4S del Aeropuerto de Madrid-Barajas[8] (1997-2006). Ambas estructuras están preparadas para atender a más de 35 millones de pasajeros. En su momento, con 1,2 millones de metros cuadrados, fue el mayor edificio del mundo. Realizado en colaboración con la firma de arquitectura británica Rogers Stirk Harbour + Partners (RSH+P) está considerada una de las obras más importantes de los últimos años en el mundo. Ha recibido varios premios: Stirling, Architectural Record (obra del año) y mejor terminal aérea del mundo.[9]

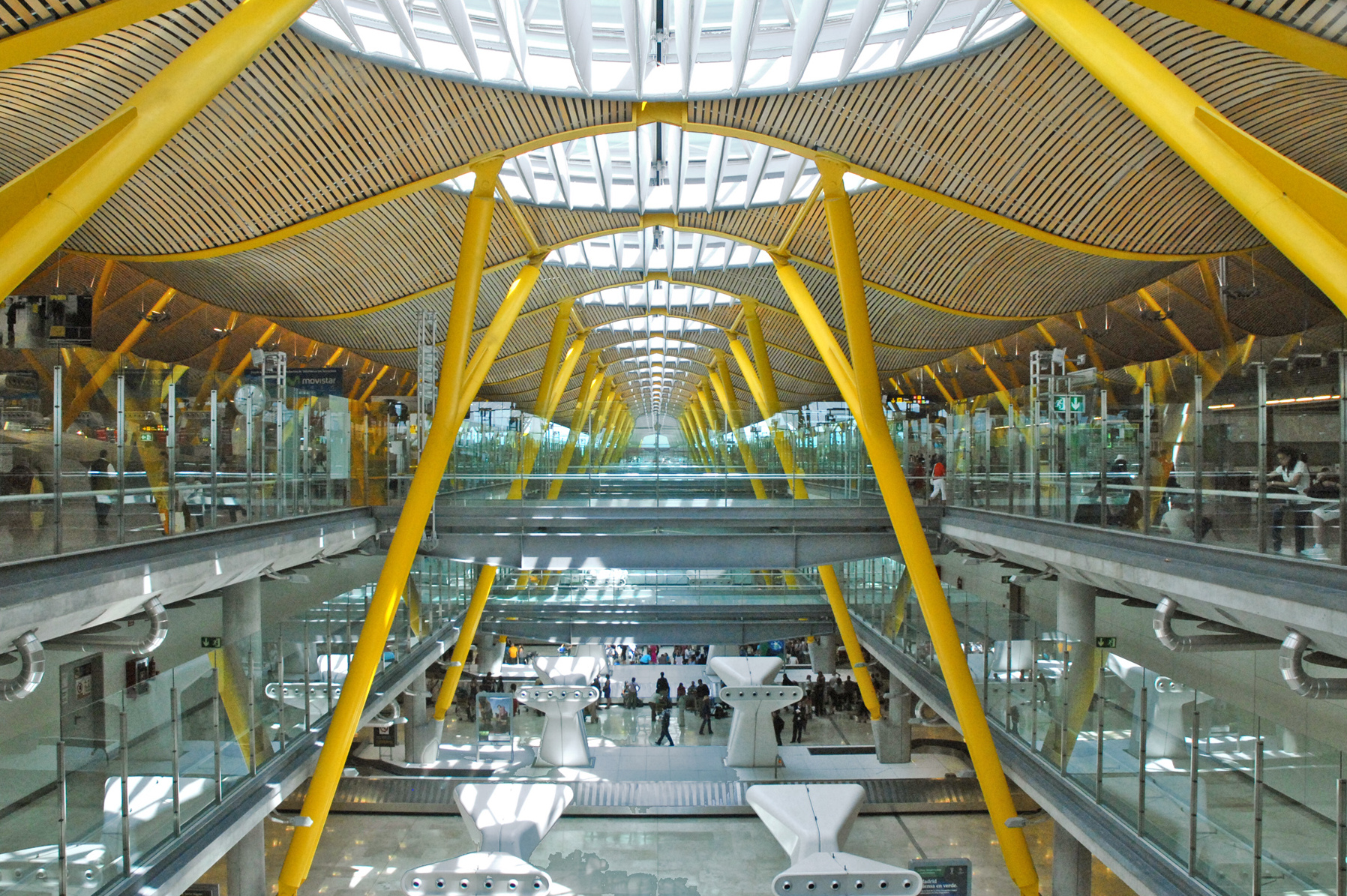
Estudio Lamela. Terminal T4 del Aeropuerto de Madrid-Barajas

- Remodelación de la Nueva Terminal del Aeropuerto de Gran Canaria (2006-2014).Estudio Lamela. Nueva Terminal del Aeropuerto de Gran Canaria

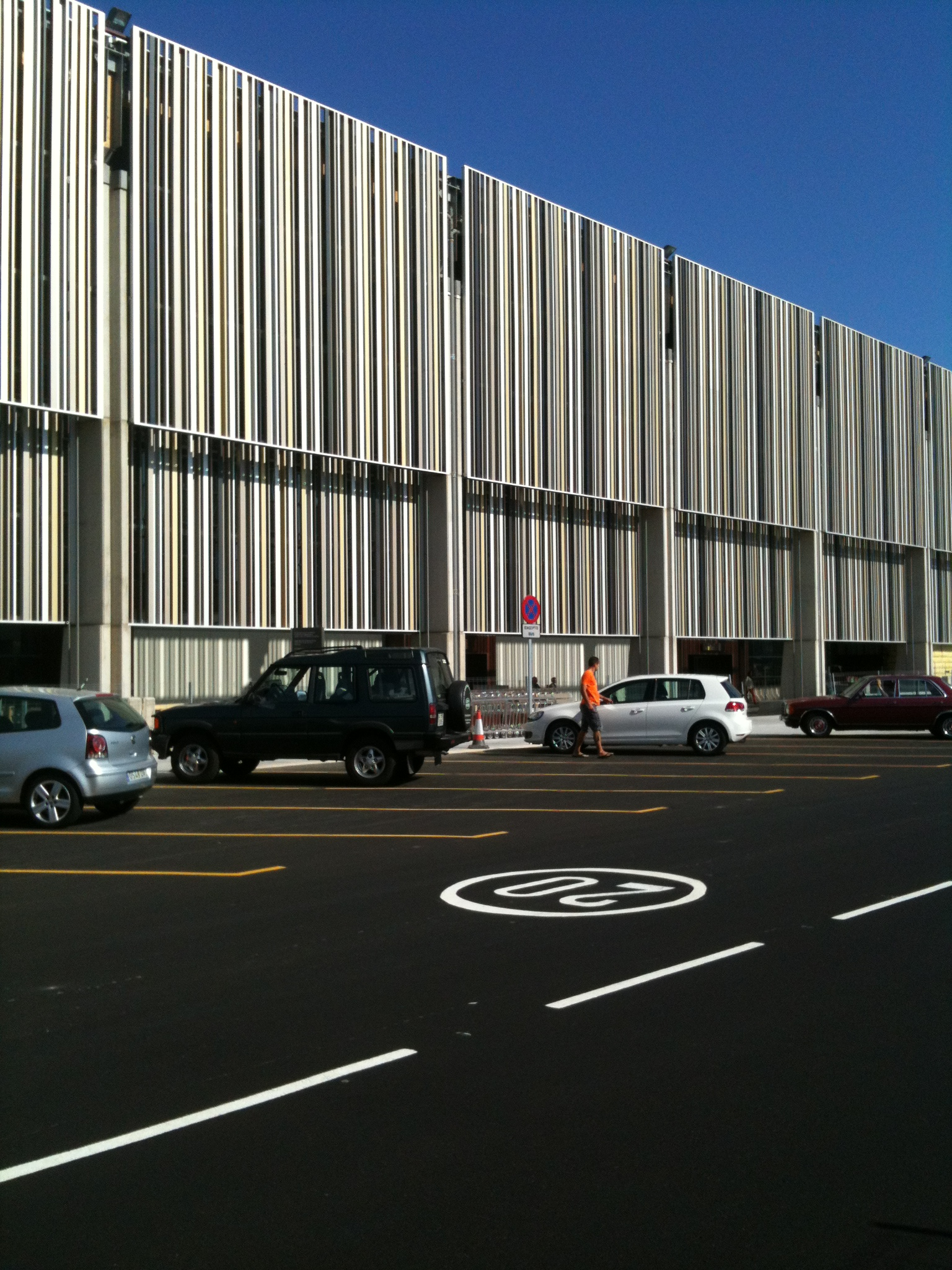
Estudio Lamela. Nueva Terminal del Aeropuerto de Gran Canaria

- Complejo Canalejas (2012-2018). Es una actuación en siete edificios históricos madrileños que albergará una galería comercial, residencias de alto nivel y el futuro hotel Four Seasons con 200 habitaciones.
- El futuro nuevo Campus Airbus[10] (2016), que será la nueva sede de la compañía aeronáutica europea en la Comunidad de Madrid.

### Fuera de España
- Polonia: Terminal A del Aeropuerto de Varsovia[11] (2000-2015), para más de diez millones de pasajeros, construcción de siete nuevas estaciones dentro de la línea II de Metro, los nuevos estadios de fútbol de Cracovia (2010-2012) y Lublin (2013-2015), diversos edificios residenciales en Varsovia y Wrowclaw y los edificios de oficinas Pacific y Ocean (Varsovia). Estudio Lamela. Terminal A del Aeropuerto de Varsovia

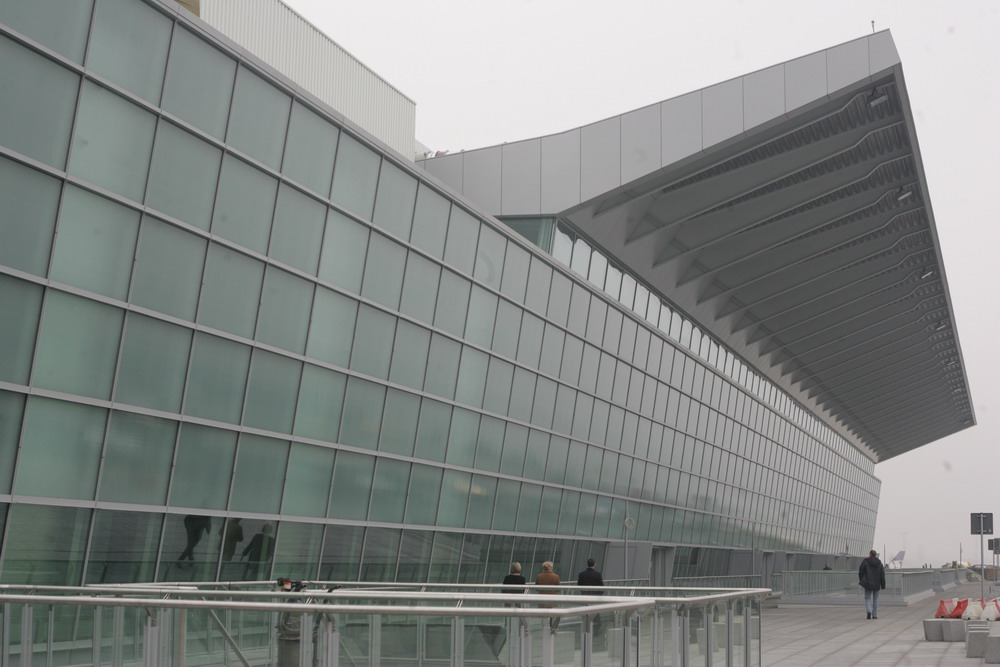
Estudio Lamela. Terminal A del Aeropuerto de Varsovia

- México: Contact Center Corporativo para el Banco Santander en Querétaro,[12] con 2.000 posiciones telefónicas y 2.000 plazas de estacionamiento; remodelación y ampliación de la Terminal del Aeropuerto de Tijuana para más de tres millones de pasajeros, el complejo de las Torres residenciales Maranta en Ciudad de México, y otros edificios residenciales en Querétaro.
- Panamá: Nuevo Hospital General en la Ciudad de Veraguas,[13] en colaboración con AIDHOS arquitectos.
- Catar: Nueva Torre de oficinas Marina Mix 004 de 40 niveles de altura en Lusail y las siete estaciones subterráneas del Light Railway Train (LRT) también en la Ciudad de Lusail, junto a Doha.

## Premios
- Premio Stirling por el trabajo realizado en las T4 y T4S del Aeropuerto de Madrid-Barajas,  una obra en colaboración con RSH+P.
- Premio ‘El aeropuerto con mejor diseño arquitectónico del mundo’. Aeropuerto de Madrid-Barajas. Revista National Geographic Traveler (2011).[14]
- Premio Pavés al Estadio de Lublin (Polonia) (2015).
- Premio Nacional de Ahorro de Energía Eléctrica al Contact Center Banco Santander (2012).
- Premio Obra del año 2010. Estadio de Cracovia (Polonia).
- Premio Nacional IMEI al edificio inteligente y sustentable 2008. Contact Center Santander en Querétaro (México) (2008).[15]
- Barajas, Mejor Aeropuerto de Europa. Best Airports Awards 2008.
- Barajas, Aeropuerto Global del Año 2008. Institute of Transport Management (ITM).[16]

## Exposiciones de proyectos
- 2013. Estudio Lamela: 60 años de Arquitectura en Madrid. Roca Madrid Gallery. Madrid (España).
- 2010. Estudio Lamela (1954-2010).[17] Fundación COAM. Exposición de las obras más relevantes de la historia de Estudio Lamela con motivo del legado a la Fundación COAM de la documentación de proyectos entre 1954 y 1999. Madrid (España).
- 2007. On Site: New Spanish Architecture. Exposición propuesta en 2007 por el Museo de Arte Contemporáneo de Nueva York (MoMA) que recorre la vanguardia de la arquitectura española. El Estudio Lamela participó con la Terminal 4 del aeropuerto Madrid-Barajas. Nueva York (Estados Unidos).[18]
- 2006. V Bienal de Arquitectura. Brasil.
- 2005. Lamela 50 años. Arquería Nuevos Ministerios. Ministerio de Fomento. Madrid (España).
- 2002. Bienal de Venecia. 8ª Mostra Internazionale d´Architettura. Venecia (Italia).
- 2000. II Bienal Latinoamericana de Arquitectura e Ingeniería. Ciudad de México (México).